# فروغ‌ماهی پاناما
فروغ‌ماهی پاناما (نام علمی: Vinciguerria lucetia) نام یک گونه از سرده وینچیگوئرا است.